# Claude Berri
Claude Berri, właśc. Claude Berel Langmann (ur. 1 lipca 1934 w Paryżu, zm. 12 stycznia 2009 tamże) – francuski reżyser, aktor, scenarzysta i producent filmowy pochodzenia żydowskiego. 

## Życiorys
Zdobywca Oscara w 1963 za krótkometrażowy film Le Poulet ("Kurczak"). Jako producent współpracował m.in. z Romanem Polańskim, Jean-Jakiem Annaud i Milošem Formanem.
Zasiadał w jury konkursu głównego na 41. MFF w Cannes (1988).

## Wybrana filmografia
- 2002: Asterix i Obelix: Misja Kleopatra (Astérix & Obélix: Mission Cléopâtre) jako malarz Kleopatry
- 1990: Stan the Flasher jako Stan Goldberg

## Nagrody
- Nagroda Akademii Filmowej Najlepszy krótkometrażowy film aktorski: 1966: Le Poulet
- Nagroda BAFTA
  - Najlepszy film: 1988: Jean de Florette
  - Najlepszy scenariusz adaptowany: 1988: Jean de Florette
- Cezar Najlepszy film: 1984: Tchao Pantin